# كولين كلايف
كولين كلايف (بالإنجليزية: Colin Clive) (20 يناير 1900 في سانت مالو - 25 يونيو 1937 في هوليوود) كان مسرحي وممثل بريطاني.
ولد كولين في فرنسا، لعقيد إنجليزي. بعد عمله في الجيش وخروجه منه بسبب إصابة في الركبة بدأ التمثيل في المسرح. أصبح كولين معروفاً في إنجلترا من خلال آدائه لمقطع نهاية الرحلة للمخرج جيمس والي. في عام 1931 قام كولين بالتمثيل في فيلم فرانكيشتاين في دور هنري فرانكيشتاين والذي اكتسب من خلال دوره في هذا الفيلم شهرة كبيرة آنذاك. في عام 1935 لعب مرة أخرى في دور فرانكيشتاين في فيلم عروس فرانكيشتاين للمخرج جيمس والي.
بعد تمثيله لبضعة أفلام أخرى توفي كولين كلايف عام 1937 في الولايات المتحدة عن عمر 37 متأثراً بمرض السل.

## فهرس الأفلام
- 1930: نهاية الرحلة.
- 1931:فرانكيشتاين.
- 1933: كريستوفر القوي.
- 1934: جاني إيري.
- 1935:عروس فرانكيشتاين.
- 1937: تاريخ من تلك الليلة.

ّ

## روابط خارجية
- كولين كلايف على موقع IMDb (الإنجليزية)
- كولين كلايف على موقع الموسوعة البريطانية (الإنجليزية)
- كولين كلايف على موقع ألو سيني (الفرنسية)
- كولين كلايف على موقع أول موفي (الإنجليزية)
- كولين كلايف على موقع قاعدة بيانات برودواي على الإنترنت (الإنجليزية)
- كولين كلايف على موقع قاعدة بيانات الأفلام السويدية (السويدية)
- كولين كلايف على موقع إن إن دي بي (الإنجليزية)
- كولين كلايف على موقع قاعدة بيانات الفيلم (الإنجليزية)
- كولين كلايف على موقع كينوبويسك (الروسية)